# Șes
Șes – wieś w Rumunii, w okręgu Suczawa, w gminie Bunești. W 2011 roku liczyła 30 mieszkańców.